# Persone di cognome Braun
| Questa pagina contiene informazioni ricavate automaticamente dalle voci biografiche con l'ausilio del template Bio e di un bot. L'aggiornamento è periodico e automatico e ricostruisce completamente la pagina. Se manca una persona in questa lista, sei pregato di non aggiungerla, ma accertati piuttosto che la sua voce biografica contenga il template Bio e che i dati anagrafici siano correttamente compilati. Se il template Bio manca, inseriscilo tu stesso o, in alternativa, metti l'avviso {{tmp\|Bio}} che ne segnala la mancanza. Se i dati riportati sono sbagliati, correggi direttamente la voce biografica; le modifiche saranno visibili in questa lista entro pochi giorni. Per chiarimenti vedi il progetto antroponimi. La lista contiene solo le 57 persone che sono citate nell'enciclopedia e per le quali è stato implementato correttamente il template Bio. Pagina aggiornata al 17 ott 2024. |

Questa è una lista di persone presenti nell'enciclopedia che hanno il cognome Braun, suddivise per attività principale.

## Allenatori di calcio(1)
- Georg Braun, allenatore di calcio e calciatore austriaco (Vienna, n. 1907 - Linz, † 1963)

## Allenatori di pallacanestro(1)
- Ben Braun, allenatore di pallacanestro statunitense (Chicago, n. 1953)

## Anatomisti(1)
- Maximilian Braun, anatomista e zoologo tedesco (Mysłowice, n. 1850 - Königsberg, † 1930)

## Archeologi(1)
- August Emil Braun, archeologo tedesco (Gotha, n. 1809 - Roma, † 1856)

## Attori(3)
- Alfred Braun, attore e regista tedesco (Berlino, n. 1888 - Berlino, † 1978)
- Nicholas Braun, attore statunitense (New York, n. 1988)
- Thor Braun, attore olandese (Paesi Bassi, n. 2000)

## Attrici(2)
- Meredith Braun, attrice e cantante neozelandese (Remuera, n. 1973)
- Tamara Braun, attrice statunitense (Evanston, n. 1971)

## Biatleti(1)
- Maksim Braun, biatleta kazako (Pavlodar, n. 1993)

## Botanici(1)
- Alexander Carl Heinrich Braun, botanico tedesco (Ratisbona, n. 1805 - Berlino, † 1877)

## Calciatori(6)
- Christopher Braun, calciatore tedesco (Amburgo, n. 1991)
- Gabriel Braun, calciatore francese (Montigny-lès-Metz, n. 1921 - Stenay, † 1983)
- Gordon Braun, ex calciatore lussemburghese (n. 1977)
- Justin Braun, ex calciatore statunitense (Salt Lake City, n. 1987)
- József Braun, calciatore ungherese (Budapest, n. 1901 - Charkiv, † 1943)
- Nico Braun, ex calciatore lussemburghese (Lussemburgo, n. 1950)

## Canottieri(1)
- Anton Braun, canottiere tedesco (Berlino, n. 1990)

## Cartografi(1)
- Georg Braun, cartografo tedesco (Colonia, n. 1541 - Colonia, † 1622)

## Cestisti(5)
- Carl Braun, cestista e allenatore di pallacanestro statunitense (Brooklyn, n. 1927 - Stuart, † 2010)
- Christian Braun, cestista statunitense (Burlington, n. 2001)
- Oliver Braun, ex cestista tedesco (Hannover, n. 1973)
- Taylor Braun, cestista statunitense (Newberg, n. 1991)
- Friedrich Braun, ex cestista brasiliano (Rio de Janeiro, n. 1941)

## Chirurghi(1)
- Heinrich Braun, chirurgo tedesco (Rawitsch, n. 1862 - Überlingen, † 1934)

## Coreografe(1)
- Editta Braun, coreografa, ballerina e insegnante austriaca (n. 1958)

## Entomologhe(1)
- Annette Frances Braun, entomologa statunitense (Cincinnati, n. 1884 - Cincinnati, † 1978)

## Fisici(1)
- Carl Ferdinand Braun, fisico tedesco (Fulda, n. 1850 - New York, † 1918)

## Flautisti(1)
- Jean-Daniel Braun, flautista e compositore francese († 1738)

## Fotografe(2)
- Eva Braun, fotografa tedesca (Monaco di Baviera, n. 1912 - Berlino, † 1945)
- Gretl Braun, fotografa tedesca (Monaco di Baviera, n. 1915 - Steingaden, † 1987)

## Fotografi(1)
- Adolphe Braun, fotografo francese (Besançon, n. 1812 - Mulhouse, † 1877)

## Generali(1)
- Gustav Heinrich von Braun, generale e politico prussiano (Arneburg, n. 1775 - Dresda, † 1859)

## Gesuiti(1)
- Carl Braun, gesuita e astronomo tedesco (Neustadt, n. 1831 - Sankt Radegund bei Graz, † 1907)

## Giocatori di baseball(1)
- Ryan Braun, ex giocatore di baseball statunitense (Mission Hills, n. 1983)

## Imprenditori(2)
- Scooter Braun, imprenditore statunitense (New York, n. 1981)
- Markus Braun, imprenditore austriaco (n. 1969)

## Ingegneri(2)
- Wernher von Braun, ingegnere tedesco (Wirsitz, n. 1912 - Alexandria, † 1977)
- Max Braun, ingegnere, inventore e imprenditore tedesco (Schillgallen, n. 1890 - Francoforte sul Meno, † 1951)

## Multipliste(1)
- Sabine Braun, ex multiplista tedesca (Essen, n. 1965)

## Nuotatori(1)
- Ralf Braun, ex nuotatore tedesco (Berlino, n. 1973)

## Piloti automobilistici(1)
- Colin Braun, pilota automobilistico statunitense (Ovalo, n. 1988)

## Piloti motociclistici(1)
- Dieter Braun, pilota motociclistico tedesco (Ulma, n. 1943)

## Pistard(1)
- Gregor Braun, ex pistard, ciclista su strada e dirigente sportivo tedesco (Neustadt an der Weinstraße, n. 1955)

## Pittori(1)
- Theo Braun, pittore e grafico austriaco (Chabařovice, n. 1922 - Brunn am Gebirge, † 2006)

## Poeti(1)
- Volker Braun, poeta e scrittore tedesco (Dresda, n. 1939)

## Politici(4)
- François Braun, politico francese (Belfort, n. 1962)
- Mike Braun, politico statunitense (Jasper, n. 1954)
- Otto Braun, politico, scrittore e generale tedesco (Ismaning, n. 1900 - Varna, † 1974)
- Otto Braun, politico tedesco (Königsberg, n. 1872 - Locarno, † 1955)

## Registi(2)
- Harald Braun, regista, sceneggiatore e produttore cinematografico tedesco (Berlino, n. 1901 - Xanten, † 1960)
- Vladimir Aleksandrovič Braun, regista cinematografico sovietico (Kropyvnyc'kyj, n. 1896 - Kiev, † 1945)

## Scenografe(1)
- Ewa Braun, scenografa e costumista polacca (Cracovia, n. 1944)

## Scrittrici(1)
- Lilian Jackson Braun, scrittrice statunitense (Chicopee, n. 1913 - Landrum, † 2011)

## Scultori(1)
- Matthias Braun, scultore austriaco (Sautens, n. 1684 - Praga, † 1738)

## Tiratori di fune(1)
- Max Braun, tiratore di fune statunitense (n. 1883 - Miami, † 1967)

## Velocisti(1)
- Hanns Braun, velocista e mezzofondista tedesco (Wernfels, n. 1886 - Croix-Fonsomme, † 1918)